# Биогеография
Биогеогра́фия (биологическая география) — наука на стыке биологии и географии; изучает закономерности географического распространения и распределения животных, растений и микроорганизмов. Предметами изучения биогеографии являются как распространение биоценозов, то есть географически обусловленных совокупностей живых организмов, так и характер фауны и флоры отдельных территорий.

## Объект, предмет и методы науки

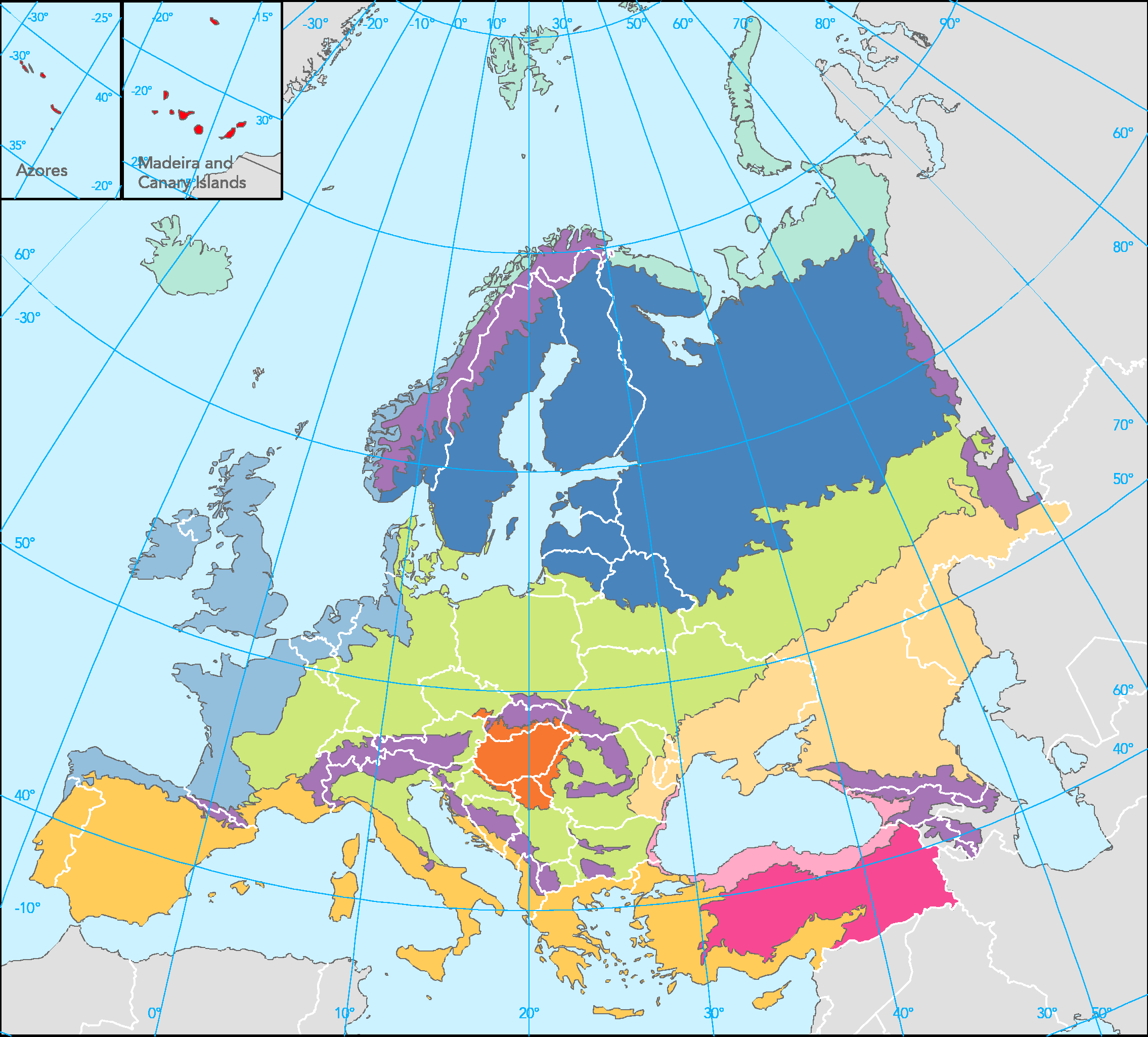
Основные биогеографические регионы Европы

Объект изучения — биосфера и её компоненты, как пространство планеты Земля, на котором обитают живые организмы.
Предмет биогеографии — закономерности географического распространения и динамики организмов и их сообществ (популяция, биота и пр.) в зависимости от условий географической среды.
Среди методов, специфических для биогеографии, можно выделить следующие группы:
- сравнительно-географические;
- фаунистические, флористические и количественные;
- экологические;
- исторические, эволюционные;
- картографические и геоинформационные.

## Основные разделы
Разделы биогеографии:
География организмов (и общая география организмов):
- География микроорганизмов (включая грибы)
- Фитогеография — география растений (геоботаника)
- Зоогеография — география животных

География растительного покрова и животного населения:
- География микробоценозов (включая грибы)
- География фитоценозов — география растительного покрова
- География зооценозов — география животного населения

Другие направления:
- Синтетическая биогеография — география экосистем разного уровня и биоценозов.
- Эволюционная биогеография — адаптивность биоты к среде обитания.
- Экологическая биогеография
- Палеобиогеография
- Тренды в биогеографии и биогеографическое прогнозирование.

## История

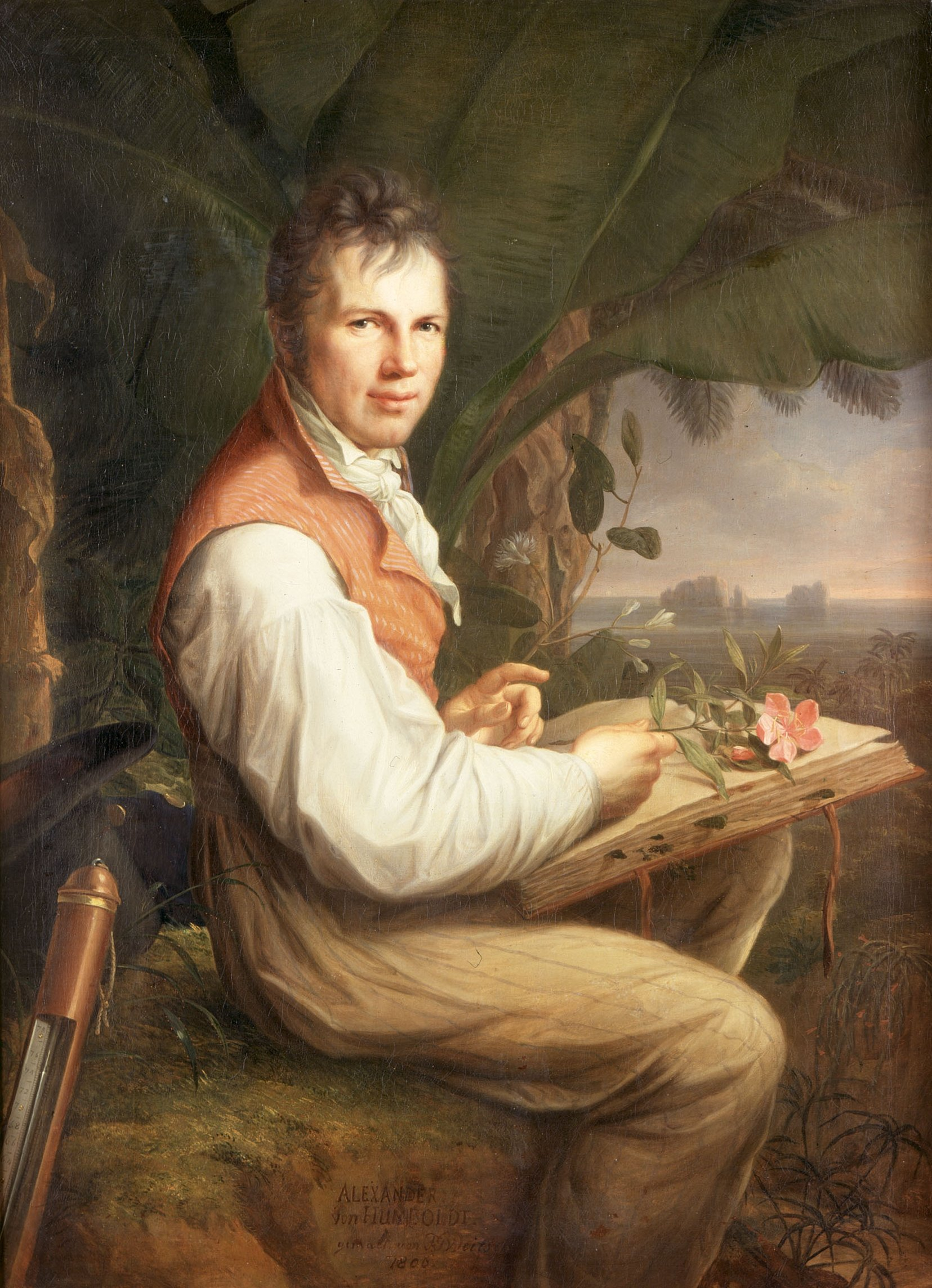
Александр фон Гумбольдт

Основателем нового научного направления считается А. Гумбольдт (1769—1859), путешествия и научные работы которого заложили основы биогеографии.
М. А. Мензбир разделял историю биогеографии на четыре периода:
1. Слепая вера в истину библейских догм о возникновении мира
2. Господство теории катастроф
3. Отказ от теории катастроф
4. Победа дарвинизма.

Американский учёный Л. Стюарт, в 1957 году разделил историю биогеографии на три периода:
1. Создание систематики Карлом Линнеем и поиск «центра творения» живых существ
2. Создание эволюционного учения Чарльза Дарвина
3. Открытие законов генетики.

А. Г. Воронов расширил периодизацию развития науки, выделив шесть периодов:
1. период отрывистых ведомостей;
2. период накопления флористических и фаунистических ведомостей;
3. создание обобщённых ботанико- и зоогеографических работ;
4. период стремительного роста исследований;
5. период развития учения про растительные группирования;
6. развитие единой биогеографии.

- В. Б. Сочава рассматривал биогеографию как науку, изучающую общие закономерности географии жизни, то есть как надстройку над ботанической географией и зоологической географией.
- А. П. Кузякин разработал новое научное направление в зоогеографии — Ландшафтная зоогеография[3].

## Основные понятия
- Ареал
- Биогеоценоз
- Биоразнообразие
- Биота
- Биотоп
- Биофилота
- Биоценоз
- Геоботаника
- География растений
- Животный мир
- Зоогеография
- Популяция
- Растительность
- Сукцессия
- Фауна
- Флора
- Экосистема